# Hovhannes Davtian
Hovhannes Davtian –en armenio, Հովհաննես Դավթյան– (Gyumri, 25 de noviembre de 1983) es un deportista armenio que compite en judo. Ganó una medalla de bronce en el Campeonato Mundial de Judo de 2009 y cuatro medallas en el Campeonato Europeo de Judo entre los años 2007 y 2016.

## Palmarés internacional
| Campeonato Mundial | Campeonato Mundial      | Campeonato Mundial | Campeonato Mundial |
| Año                | Lugar                   | Medalla            | Categoría          |
| ------------------ | ----------------------- | ------------------ | ------------------ |
| 2009               | Róterdam (Países Bajos) | Medalla de bronce  | –60 kg             |
| Campeonato Europeo |                         |                    |                    |
| Año                | Lugar                   | Medalla            | Categoría          |
| 2007               | Belgrado (Serbia)       | Medalla de plata   | –60 kg             |
| 2012               | Cheliábinsk (Rusia)     | Medalla de plata   | –60 kg             |
| 2014               | Montpellier (Francia)   | Medalla de bronce  | –60 kg             |
| 2016               | Kazán (Rusia)           | Medalla de bronce  | –60 kg             |